# Давид Душман
Давид Душман (рус. Давид Александрович Ду́шман; Слободан град Данциг, 1. април 1923 – Минхен, 4. јун 2021) био је спортски мачевалац, тренер совјетске женске репрезентације у мачевању. Током Другог свјетског рата био је припадник Црвене армије. До своје смрти сматран је последњим живим ослободиоцем концентрационог логора Аушвиц. Заслужни је тренер СССР.

## Биографија
Душман је рођен 1923. године у јеврејској породици. Његова је мајка, педијатар по занимању, је из политичких разлога пријавила Минск као мјесто рођења. Душман је дио дјетињства провеу у Минску прије него што се са породицом преселио у Москву. Његов отац је био војни љекар у Црвеној армији са чином генерала и главни спортски љекар у Москви. Током Стаљинових чистки 1938. његов отац је ухапшен и депортован у гулаг у Сибир. У гулагу је 1949. преминуо од изнемоглости. Рехабилитован је тек много година касније.
Душман је добровољно ступио у Црвену армију након напада нацистичке Њемачке на Совјетски Савез 22. јуна 1941. Имао је 17 година. Током рата је три пута рањаван од чега једном у стомак, а једном у груди. Три пута је горио тенк у којем се налазио. Борио се у биткама за Бјалисток и Минск, Стаљинград и у Курској бици.

## Ослобађање Аушвица
Као припадник 322. стрељачке дивизије, 60. армије у саставу 1. Украјинског фронта (под командом генерал-пуковника Павела Курочкина) био је на путу за Варшаву када је стигло наређење да пет тенкова оде у Аушвиц и помогне пјешадији која се тамо упутила.
Душман је својим тенком Т-34, 27. јануара 1945. пробио жичану електричну ограду концентрационог логора Аушвиц-Биркенау чиме је започело ослобађање Аушвица. О ослобађању и утисцима из Аушвица је рекао: "Кад смо дошли, порушили смо све ограде и барикаде. Њемачки чувари су већ били побјегли. Сви ме питају шта сам видио. Шта сам могао да видим кроз уски прорез на тенку: изнемогле, јако мршаве људе у пругастим унифромама како се лелујају из барака. И очи…огромне очи." Након што су им оставили храну, конзерве и хљеб које су имали са собом, након неких двадесетак минута наставили су даље према Њемачкој.
У једном разговору са ђацима у Дортмунду, Душман је рекао да Совјетским војницима Аушвиц тада није дјеловао тако страшно, јер нису видјели крематоријуме, ни брда ципела и одјеће убијених логораша предодређених за истребљење радом и гасом. Тада су били увјерени да су успут видјели и доживјели много горе. Тада није знао шта је Аушвиц заправо. "За то сам сазнао тек послије рата", рекао је касније. У послијератним годинама никада није позван на комеморације у Аушвицу, али ни он није имао потребу да се тамо враћа: "Нисам могао да престанем да плачем."

## Мачевање
Послије рата, Душман је студирао медицину и спорт у Москви. Током студија је, као члан Спартака из Москве, постао совјетски првак у мачевању, а касније од 1952. до 1988 био је тренер мачевања женске совјетске репрезентације. Тренирао је бројне светске и олимпијске шампионе. Совјетска женска репрезентација је на Љетним олимпијским играма 1960. по први пут освојила злато у дисциплини флорет као тим. До 1988. године спортисти су, под надзором Душмана, освојили бројна одличија на свјетским првенствима и Олимпијским играма. Као тренер, Душман је свједочио атентату на израелске спортисте на Љетним олимпијским играма у Минхену 1972: "Чули смо пуцње и брујање хеликоптера изнад нас. Били смо смјештени тачно преко пута израелског тима. Ми и сви остали спортисти били смо згрожени"  Своју тренерску каријеру Душман је окончао 1988, али је остао активан мачевалац готово до своје смрти. Након несреће на Свјетском првенству у мачевању 1982. када је Матијас Бер усмртио Владимира Смирнова, Душман је био један од првих који је покушао да утјеши тешко шокираног олимпијског шампиона Бера. Узео је Бера у наручје и рекао: "Не можете си помоћи. Такву несрећу је Бог унапред одредио."
Након пада граница Источног блока, Душман напушта Совјетски Савез и сели се у Аустрију где је живио неколико година. Са супругом Зојом се 1996. досељава у Минхен. Од 2003. је био тренер у Олимпијском мачевалачком клубу у Минхену, а његова максима била: "Мачевање није спорт само за тело, већ и за ум. Ради се о психологији и о учењу да читате људе, да бисте били бржи од свог колеге, да бисте знали шта ваш противник ради пре него што то сам учини." До своје 94. године, Дашман је готово свакодневно је одлазио у клуб да држи часове мачевања. Обилазио је школе гдје је као ветеран говорио о својим искуствима током рата. Никад није имао мржњу према Нијемцима говорећи: "Нисмо се борили против Нијемаца, већ против фашизма. На свој 98. рођендан постао је почасни члан Јеврејске заједнице у Минхену и Горњој Баварској.

## Одликовања
Душман је носилац 40 медаља и одликовања. Између осталих добитник је:
- Орден Александра Невског ( 20. јул 2020, Русија) - за велики допринос очувању историјског сјећања на догађаје и поуке Другог светског рата.[9]
- Медаља Ордена заслуге за отаџбину, II степен (26. јуна 1995. Русија ) - за заслуге у развоју физичке културе и спорта и велики лични допринос оживљавању и формирању спортског друштва "Спартак".[10]
- Орден Црвене звезде,[11][12]
- Орден славе III степен,[11][12]
- Орден Отаџбинског рата,[11][12]
- Медаља за личну храброст (два пута).[11][12]